# Соколовка (Стародубский район)
Соколовка — деревня в Стародубском муниципальном округе Брянской области.

## География
Находится в южной части Брянской области на расстоянии приблизительно 7 км на юг по прямой от районного центра города Стародуб.

## История
Появилась в первой половине XIX века, основана графом Иваном Яковлевичем Завадовским на землях села Картушина, сюда он поселил своих крестьян из сел Дохновичи и Картушин. С 1834 году деревня перешла к Петру Васильевичу Завадовскому. В 1892 году здесь (деревня Стародубского уезда Черниговской губернии) было учтено 45 дворов. До 2019 года входила в состав Занковского сельского поселения, с 2019 по 2020 в состав Понуровского сельского поселения Стародубского района до их упразднения.

## Население
Численность населения: 235 человек (1892 год), 42 человека в 2002 году (русские 100 %), 22 в 2010.